# 本·贝克曼
本·贝克曼（英語：Ben Beckman，1987年12月15日—），英格蘭男子羽毛球運動員。

## 簡歷
2012年4月，本·贝克曼出戰葡萄牙羽毛球國際賽，打進男子單打準決賽。

## 主要比賽成績
只列出曾進入準決賽的國際賽事成績：
| 年份   | 賽事                     | 公開賽級別 | 項目     | 成績   |
| ------ | ------------------------ | ---------- | -------- | ------ |
| 2009年 | 斯洛伐克羽毛球公開賽     | 未來系列賽 | 男子單打 | 亞軍   |
| 2010年 | 克羅地亞羽毛球國際賽     | 國際系列賽 | 男子單打 | 冠軍   |
| 2012年 | 葡萄牙羽毛球國際賽       | 國際系列賽 | 男子單打 | 準決賽 |
| 2014年 | 歐洲男子羽毛球團體錦標賽 | 其他       | 男子團體 | 亞軍   |

| 2007-2017年 | 首要超級賽 | 超級賽 | 黃金大獎賽 | 大獎賽 | 國際挑戰賽 | 國際系列賽 | 未來系列賽 | 其他 |

| 2018-2026年 | 總決賽 | 超級1000賽 | 超級750賽 | 超級500賽 | 超級300賽 | 超級100賽 | 國際挑戰賽 | 國際系列賽 | 未來系列賽 | 其他 |